# Delphinium taxkorganense
Delphinium taxkorganense är en ranunkelväxtart som beskrevs av Wen Tsai Wang. Delphinium taxkorganense ingår i släktet storriddarsporrar, och familjen ranunkelväxter. Inga underarter finns listade i Catalogue of Life.